# ロシア空軍

2010年から2013年まで使用された新式の国籍識別標。従来の「赤い星」をベースに縁取に青色を加え、ロシア国旗や汎スラブ色と同じ赤・青・白の3色の星としていた。

ロシア空軍（ロシアくうぐん、ロシア語：Военно-воздушные силы Российской Федерации、英語: Air Force of the Russian Federation）は、ロシア航空宇宙軍の航空部隊。

## 概要
ロシア連邦軍の大気圏内を作戦空間とする独立した軍種であったが、2015年のロシア航空宇宙軍の創設に伴い独立兵科の航空宇宙防衛軍と共に統合され、ロシア航空宇宙軍を構成する部隊（兵科）の一つとなった。
2016年時点で人員約14.5万人、航空機約2,500機を保有し、内武装機（回転翼機を除く、爆撃機、戦闘機、戦闘攻撃機、攻撃機、武装偵察機）を約1,100機保有していた。

## 活動
2003年の時点で、航空機の稼働率は、機種に応じて68～89%。ヘリは、40%未満であった。パイロットの平均飛行時間（2003年度）は、遠距離航空隊20時間、戦闘機37時間、攻撃機45時間、前線爆撃機41時間、軍事輸送機40時間、陸軍航空隊21時間だった。最も飛行時間が長かったのは、北カフカーズ軍管区の第4航空軍陸軍航空隊（攻撃ヘリの部隊）で、80～200時間だった。
2007年度のミリタリー･バランスでも同様の数字が挙げられているが、機構改革と経済状態の改善によって飛行時間は年々増加し続け、2011年時点では平均100時間超となっていた。

## 歴代総司令官
| 氏名                       | 階級     | 在任期間      | 出身校                           | 前職                       |
| -------------------------- | -------- | ------------- | -------------------------------- | -------------------------- |
| アナトーリー・コルヌコフ   | 上級大将 | -2002.1       |                                  |                            |
| ヴラジーミル・ミハーイロフ | 上級大将 | 2002.1-2007.4 | エイスク飛行士高等軍事航空学校   | 副総司令官                 |
| アレクサンドル・ゼーリン   | 大将     | 2007.5-2012.4 | ハリコフ飛行士高等軍事航空学校   | 空軍総司令官代理兼航空部長 |
| ビクトル・ボンダレフ       | 大将     | 2012.5-2015.7 | ボリソグレフスク高等軍事航空学校 | 副総司令官兼参謀長         |

| 氏名                   | 階級 | 在任期間    | 出身校                               | 前職         |
| ---------------------- | ---- | ----------- | ------------------------------------ | ------------ |
| ヴィクトル・シンツィン | 大将 | -2000.7     |                                      |              |
| ボリス・ツェリツォフ   | 大将 | 2000.7-2007 | ミンスク防空高等技術高射ミサイル学校 | 参謀総長代行 |